# A maláj ringgit bankjegyei
A maláj ringgitből eddig négy sorozatot bocsátottak ki.

## Első sorozat (1967)
| érték        | Kép | szín   | leírás              | leírás                 | dátum |
| érték        | Kép | szín   | előlap              | hátlap                 | dátum |
| ------------ | --- | ------ | ------------------- | ---------------------- | ----- |
| 1 ringgit    |     | kék    | Tuanku Abdul Rahman | BNM logo (Kijang Emas) | 1967  |
| 5 ringgit    |     | zöld   | Tuanku Abdul Rahman | BNM logo (Kijang Emas) | 1967  |
| 10 ringgit   |     | vörös  | Tuanku Abdul Rahman | BNM logo (Kijang Emas) | 1967  |
| 50 ringgit   |     | kék    | Tuanku Abdul Rahman | BNM logo (Kijang Emas) | 1967  |
| 100 ringgit  |     | ibolya | Tuanku Abdul Rahman | BNM logo (Kijang Emas) | 1967  |
| 1000 ringgit |     | bíbor  | Tuanku Abdul Rahman | parlament épülete      | 1983  |

## Második sorozat
A második sorozat azonos fő motívumokkal, két egymástól kissé eltérő változatban készült. Az elsőnél a vízjelmező kapott offszet alapnyomatot, még a bankjegyek pereme alul-felül fehér, azaz nyomtatás nélküli. A második változatnál azonban a vízjelmező maradt üresen, ellenben a bankjegyek pereme alul-felül offszet alapnyomattal lett ellátva. A második változatnál a későbbi kibocsátások során az 5 ringgites és a nagyobb címletek bújtatott fémszálas biztonsági elemt kaptak. Ez a sorozat tartalmazott utoljára 500 és 1000 ringgites címleteket, melyek kibocsátása 1996-tól megszűnt, kivonásukra 1999-ben került sor. A széria 20 ringgitesei csak kis mennyiségben készültek, a forgalomban relatíve ritkán fordultak elő.
| érték        | szín    | leírás              | leírás                                         | dátum | visszavonás |
| érték        | szín    | előlap              | hátlap                                         | dátum | visszavonás |
| ------------ | ------- | ------------------- | ---------------------------------------------- | ----- | ----------- |
| 1 ringgit    | kék     | Tuanku Abdul Rahman | Kuala Lumpur-i Nemzeti emlékmű (Tugu Negara)   | 1982  | vakjellel.  |
| 5 ringgit    | zöld    | Tuanku Abdul Rahman | Kuala lumpuri királyi palota                   | 1981  | vakjellel.  |
| 10 ringgit   | vörös   | Tuanku Abdul Rahman | Régi kuala lumpuri vasútállomás                | 1983  | vakjellel.  |
| 20 ringgit   | barna   | Tuanku Abdul Rahman | Bank Negara Malaysia                           | 1982  | vakjellel.  |
| 50 ringgit   | kék     | Tuanku Abdul Rahman | Kuala lumpuri Nemzeti Múzeum                   | 1983  | vakjellel.  |
| 100 ringgit  | ibolya  | Tuanku Abdul Rahman | Kuala Lumpur-i Nemzeti mecset                  | 1983  | vakjellel.  |
| 500 ringgit  | narancs | Tuanku Abdul Rahman | Abdul Samad szultán kuala lumpuri régi épülete | 1982  | vakjellel.  |
| 1000 ringgit | kék     | Tuanku Abdul Rahman | parlament épülete                              | 1983  | vakjellel.  |

| érték        | szín    | leírás              | leírás                                         | dátum |
| érték        | szín    | előlap              | hátlap                                         | dátum |
| ------------ | ------- | ------------------- | ---------------------------------------------- | ----- |
| 1 ringgit    | kék     | Tuanku Abdul Rahman | Kuala lumpuri Nemzeti emlékmű (Tugu Negara)    | 1986  |
| 5 ringgit    | zöld    | Tuanku Abdul Rahman | Kuala lumpuri királyi palota                   | 1986  |
| 10 ringgit   | vörös   | Tuanku Abdul Rahman | Régi kuala lumpuri vasútállomás                | 1986  |
| 20 ringgit   | barna   | Tuanku Abdul Rahman | Bank Negara Malaysia                           | 1986  |
| 50 ringgit   | kék     | Tuanku Abdul Rahman | Kuala lumpuri Nemzeti Múzeum                   | 1986  |
| 100 ringgit  | ibolya  | Tuanku Abdul Rahman | Kuala lumpuri Nemzeti mecset                   | 1986  |
| 500 ringgit  | narancs | Tuanku Abdul Rahman | Abdul Samad szultán kuala lumpuri régi épülete | 1986  |
| 1000 ringgit | zöld    | Tuanku Abdul Rahman | parlament épülete                              | 1986  |

## Harmadik sorozat
| érték       | méret       | szín   | leírás              | leírás                                                                        | kibocsátás        | státusz     | megjegyzés |
| érték       | méret       | szín   | előlap              | hátlap                                                                        | kibocsátás        | státusz     | megjegyzés |
| ----------- | ----------- | ------ | ------------------- | ----------------------------------------------------------------------------- | ----------------- | ----------- | ---------- |
| 1 ringgit   | 120 × 65 mm | kék    | Tuanku Abdul Rahman | turizmus, Mount Kinabalu, Mount Mulu és „Wau Bulan” kite                      | 2000              | forgalomban |            |
| 2 ringgit   | 130 × 65 mm | Lila   | Tuanku Abdul Rahman | telekommunikáció, Menara Kuala Lumpur kommunikációs torony és a MEASAT-műhold | 1996              | visszavonva |            |
| 5 ringgit   | 135 × 65 mm | zöld   | Tuanku Abdul Rahman | Multimédiás szuper folyosó, KLIA és Petronas-ikertornyok                      | 1999              | visszavonva | papír      |
| 5 ringgit   | 135 × 65 mm | zöld   | Tuanku Abdul Rahman | Multimédiás szuper folyosó, KLIA és Petronas-ikertornyok                      | 2004. október 26. | forgalomban | polimer    |
| 10 ringgit  | 140 × 65 mm | vörös  | Tuanku Abdul Rahman | szállítás, Putra LRT vonat, Malaysia Airlines és MISC hajó                    | 1998              | visszavonás | holográf   |
| 10 ringgit  | 140 × 65 mm | vörös  | Tuanku Abdul Rahman | szállítás, Putra LRT vonat, Malaysia Airlines és MISC hajó                    | 2004              | forgalomban | holográf   |
| 50 ringgit  | 145 × 69 mm | kék    | Tuanku Abdul Rahman | bányászat, Petronas olajfúró tornyok                                          | 1998              | forgalomban |            |
| 100 ringgit | 150 × 69 mm | ibolya | Tuanku Abdul Rahman | nehézipar                                                                     | 1998              | forgalomban |            |

## Negyedik sorozat
2012. július 16-án bocsátották ki az 5. sorozatot. Az 50 ringgitest viszont már 2009-ben kiadták. 
A sorozatban az első maláj miniszterelnök, Tuanku Abdul Rahman képe szerepel. 2011 májusában jelentette be a Bank Negara Malaysia, hogy a 15 éve forgalomban lévő 3. sorozatot lecseréli. Ebben a sorozatban bevezetik a 20 ringgitest, amely a korábbi sorozatban nem szerepelt, viszont a széria 2 ringgitest nem tartalmaz. A 3. sorozat bankjegyeit folyamatosan vonják ki a forgalomból. A bankjegyeket a svéd Crane AB, a német Giesecke & Devrient GmbH, a francia Oberthur Technologies és a svájci Orell Fussli gyártja.
| Névérték    | Méret       | szín        | Leírás                                                  | Leírás                                        | kibocsátás       | megjegyzés        |
| Névérték    | Méret       | szín        | előlap                                                  | hátlap                                        | kibocsátás       | megjegyzés        |
| ----------- | ----------- | ----------- | ------------------------------------------------------- | --------------------------------------------- | ---------------- | ----------------- |
| 1 ringgit   | 120 x 65 mm | kék         | Tuanku Abdul Rahman a nemzeti virággal, a hibiszkusszal | Wau Bulan                                     | 2012. július 16. | polimer az anyaga |
| 5 ringgit   | 135 × 65 mm | zöld        | Tuanku Abdul Rahman a nemzeti virággal, a hibiszkusszal | orrszarvú szarvascsőrű madár                  | 2012. július 16. | polimer az anyaga |
| 10 ringgit  | 140 × 65 mm | vörös       | Tuanku Abdul Rahman a nemzeti virággal, a hibiszkusszal | rafflesia                                     | 2012. július 16. | papír az anyaga   |
| 20 ringgit  | 145 × 65 mm | narancs     | Tuanku Abdul Rahman a nemzeti virággal, a hibiszkusszal | kérgesteknős                                  | 2012. július 16. | papír az anyaga   |
| 50 ringgit  | 145 × 69 mm | kék és zöld | Tuanku Abdul Rahman a nemzeti virággal, a hibiszkusszal | Tunku Abdul Rahman Putra Al-Haj és olajpálmák | 2009. július 15. | papír az anyaga   |
| 100 ringgit | 150 × 69 mm | ibolya      | Tuanku Abdul Rahman a nemzeti virággal, a hibiszkusszal | Kinabalu-hegy és a Gunung Api-völgy kőformái  | 2012. július 16. | papír az anyaga   |

## Emlékbankjegyek
A ringgit első emlékbankjegyét, egy polimer 50-es címletet az 1998-as Kuala Lumpran megrendezett XVI. Nemzetközösségi játékok alkalmából bocsátották ki 500 000 példányban, 80 ringgit/darab áron a gyűjtők számára. 2007-ben az ország Nagy-Britanniától való függetlenné válásának évfordulója alkalmából egy papír 50, 2017-ben pedig a 60. függetlenségi évforduló apropóján 60 és 600 ringgites emlékbankjegyek kerültek forgalomba.
| Névérték    | Méret       | szín        | Leírás                                                  | Leírás                                                                | kibocsátás         | megjegyzés                                                                          |
| Névérték    | Méret       | szín        | előlap                                                  | hátlap                                                                | kibocsátás         | megjegyzés                                                                          |
| ----------- | ----------- | ----------- | ------------------------------------------------------- | --------------------------------------------------------------------- | ------------------ | ----------------------------------------------------------------------------------- |
| 50 ringgit  | 145 × 69 mm | kék és zöld | Tuanku Abdul Rahman a nemzeti virággal, a hibiszkusszal | Tunku Abdul Rahman Putra Al-Haj és olajpálmák, az 50 évforduló logója | 2007. december 26. | a negyedik sorozat bevezetője                                                       |
| 60 ringgit  |             | sárga       |                                                         |                                                                       | 2018. január 5.    | Malajzia Függetlenségi Szövetség aláírása 60. évfordulója alkalmából bocsátották ki |
| 600 ringgit |             | sárga       |                                                         |                                                                       | 2018. január 5.    | Malajzia Függetlenségi Szövetség aláírása 60. évfordulója alkalmából bocsátották ki |